# НИПИГОРМАШ
НАО «НИПИГОРМАШ» — российская  компания. Полное наименование — Непубличное акционерное общество «Научно-исследовательский и проектно-конструкторский институт горного и обогатительного машиностроения «НИПИГОРМАШ». Штаб-квартира компании расположена в Екатеринбурге.

## История
1958 г. - год образования института «НИПИГОРМАШ». Перед институтом стояла задача создания новых машин и механизмов для горно-добывающей промышленности. В то время институт являлся головным в СССР по созданию станков для бурения скважин на открытых и подземных горных работах, шахтных бурильных установок, пневмоударников и коронок, комплексов для проходки восстающих и разработки жильных месторождений, погрузочно-транспортных машин на пневмошинном ходу для подземных горных работ, оборудования для механизации взрывных работ на карьерах и в шахтах, вентиляторных установок для проветривания карьеров. 
В 1977 г. было создано НПО (Научно-производственное объединение) «УРАЛГОРМАШ». В состав НПО вошли институт «НИПИГОРМАШ», Артёмовский, Карпинский, Кыштымский машиностроительные заводы и Пермский завод горно-шахтного машиностроения. Для укрепления и углубления связи науки с производством, ускорения внедрения новой горной
техники институту необходимо было максимально специализироваться по профилю заводов НПО. 
В 1970-80х годах «НИПИГОРМАШ» принимал активное участие в Выставке достижений народного хозяйства СССР, на международных выставках и ярмарках. За участие в ВДНХ СССР институт неоднократно был награждён дипломами, а разработчики машин и оборудования - медалями ВДНХ. Золотой медалью (г. Брио) отмечена шахтная бурильная установка СБКН-2П. 
В 1984 г. на Международной весенней ярмарке (г. Лейпциг) «НИПИГОРМАШ»  представил пневмомоторы типа ДАР. За участие в создании и внедрении технологии и специального оборудования для разработки руд на глубоких горизонтах Президиум ВЦСПС и Государственный комитет Совета Министров СССР по науке и технике наградил институт дипломом.

## Собственники и руководство
Управляющий - ИП Парыгин Денис Михайлович
НАО «НИПИГОРМАШ» осуществляет проектирование и разработку конструкторской документации для производства оборудования как для подземных рудников и шахт, так и для открытых горных работ.
Так, в 2014 году для одной из подрядных организаций Ленинградской области был спроектирован и изготовлен опытный образец смесительно-зарядной машины МЗВ-16 на базе Iveco.
В 2015 году компанией «Башкирская медь» был принят на опытно-промышленную эксплуатацию изготовленный на производстве института образец проходческого комплекса КПУ-2Д с дизельным двигателем DEUTZ с нейтрализатором выхлопных газов, являющийся аналогом комплекса известного иностранного производителя по более низкой цене.
В том же 2015 году по заданию компании «Алроса» специалисты «НИПИГОРМАШ» приступили к проектированию маслозаправщика, предназначенного для обеспечения оперативной замены и технологических жидкостей и гидравлического масла на крупногабаритной карьерной технике непосредственно на месте эксплуатации.